# Faux mendiant
Faux mendiant è un cortometraggio muto del 1907. Non si conosce il nome del regista che non viene riportato nei credit.

## Produzione
Il film fu prodotto dalla Pathé Frères.

## Distribuzione
Distribuito dalla Pathé Frères, il film - un cortometraggio di 45 metri - uscì nelle sale cinematografiche francesi nel 1907. La casa distributrice lo importò anche negli Stati Uniti, dove fu proiettato per la prima volta il 27 luglio 1907 con il titolo in inglese Sham Beggars.